# 武奧斯特山
46°44′3.6″N 9°52′39″E / 46.734333°N 9.87750°E

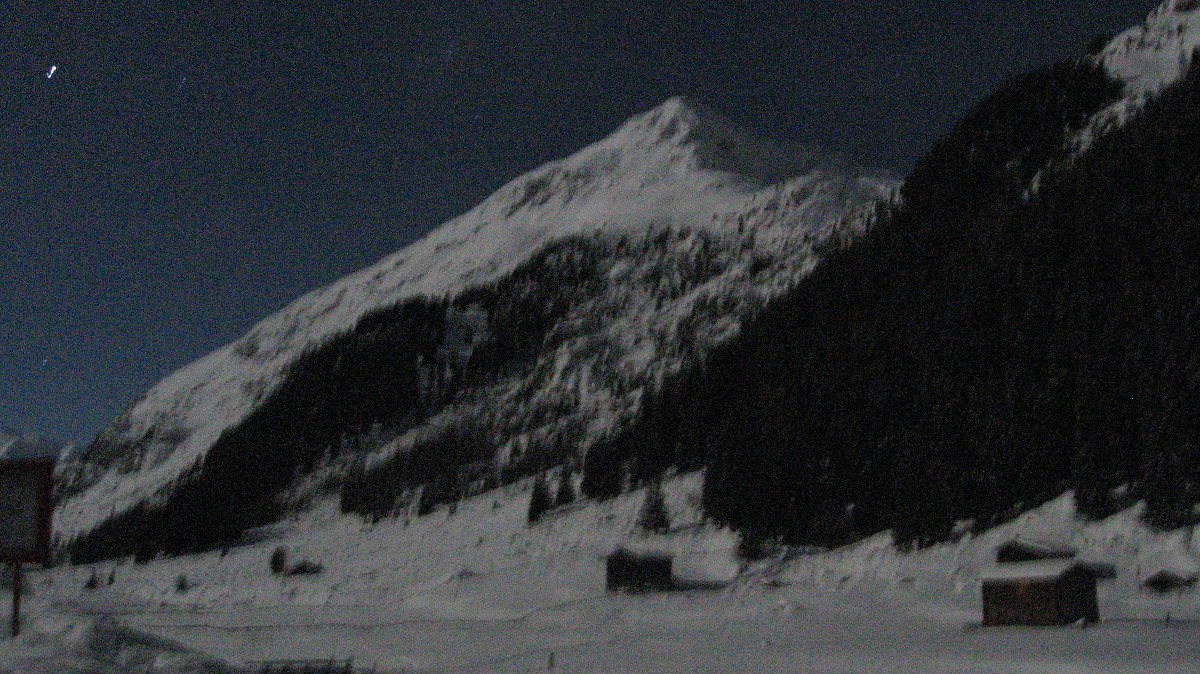
武奥斯特山

武奧斯特山（Wuosthorn），是瑞士的山峰，位於該國東南部，由格勞賓登州負責管轄，屬於阿爾布拉山脈的一部分，海拔高度2,815米，每年平均降雨量1,729毫米。